# Kemuning Sari Kidul
Kemuning Sari Kidul is een bestuurslaag in het regentschap Jember van de provincie Oost-Java, Indonesië. Kemuning Sari Kidul telt 8605 inwoners (volkstelling 2010).